# Microdrosophila chejuensis
Microdrosophila chejuensis är en tvåvingeart som beskrevs av Lee och Kim 1990. Microdrosophila chejuensis ingår i släktet Microdrosophila och familjen daggflugor. Inga underarter finns listade i Catalogue of Life.